# Quintet per a piano (Weinberg)
El Quintet per a piano, per a piano, dos violins, viola i violoncel, va ser compost per Mieczysław Weinberg el 1944 i estrenat a Moscou el 18 de març del 1945 per Emil Guílels al piano i el quartet del teatre Bolxoi. Té una durada d'uns 42 minuts.

## Moviments
- I.	Moderato con moto
- II. Allegretto
- III. Presto
- IV. Largo
- V.	Allegro agitato

## Origen i context
Escrit immediatament després de la seva Primera Simfonia, l'obra està carregada d'una profunda intensitat emocional, marcada per l'angoixa de la guerra. El que sorprèn és la inclusió d'un tema irlandès dins de la seva paleta melòdica: segons la seva filla, Victoria, el seu pare percebia els britànics i els irlandesos com a alliberadors.